# Množina First a Follow
FirstG,k(α), FollowG,k(α) jsou množiny řetězců (dále budeme používat termín slov) nad pevnou abecedou sloužící k analýze formálních gramatik, např. při konstrukci syntaktických analyzátorů (parserů). Jednoduše řečeno:
- FirstG,k(α) jsou prefixy délky k slov generovaných z řetězce α v gramatice G,
- FollowG,k(α) jsou prefixy délky k fragmentů slov generovaných z gramatiky G, které mohou bezprostředně následovat za fragmentem vygenerovaným z řetězce α,

kde α je řetězec terminálních a neterminálních symbolů z gramatiky; v praxi, především při výpočtu množin Follow, je zpravidla jediný neterminální symbol.
Tyto množiny umožňují určovat, zda má gramatika určité vlastnosti, které mohou usnadňovat syntaktickou analýzou (anglicky parsing). Při konstrukci analyzátoru se pomocí nich zjišťuje, jaké jsou možné konfigurace analyzátoru, a jaké akce mají být provedeny v dané konfiguraci.

## Definice
K-hlava řetězce x, značíme k:x, je prefix délky min (k, |x|) řetězce x. Formálněji: nechť {\displaystyle x=a_{1}a_{2}\ldots a_{n}}, pak:
{\displaystyle k:x={\begin{cases}x,&{\mbox{pro}}\quad |x|\leq k\\a_{1}\ldots a_{k},&{\mbox{pro}}\quad |x|>k\end{cases}}}.
Pro gramatiku G=(Σ,N,P,S) definujeme:
- množinu FirstG,k(α) jako množinu všech k-hlav řetězců, které lze získat v gramatice G z řetězce α, tj. FirstG,k(α) = {v | existuje x∈Σ* takový že α ⇒* x, a v=k:x};
- množinu FollowG,k(α) jako množinu, která obsahuje všechny k-hlav, které se mohou objevit po α, tj. FollowG,k(α) = {v | existují μ, x takové že S ⇒* μαx, a v∈FirstG,k(x)}.

Pokud nemůže dojít k nedorozumění, zkracujeme FirstG,k na Firstk a FollowG,k na Followk.
Pro k=1 se vynechává index k u First a Follow.
.

## Výpočet prok=1

### First
Množinu First můžeme určovat pro terminální symboly, neterminální symboly nebo pro řetězce symbolů. Pokud x je terminálním symbolem, pak First(x) = {x}. Pro neterminální symbol X používáme následující algoritmus:
1. všechny množiny pro jednotlivé neterminální symboly inicializujeme jako prázdné
2. pro každé pravidlo tvaru X → aα přidáme do First(X) symbol a
3. pro každé pravidlo X → ε přidáme do First(X) prázdný řetězec ε
4. pro každé pravidlo tvaru X → Y1 Y2 ... Yk a pro "a" takové, že všechny Y1 ... Ya-1 jsou neterminály nebo First(Yj) pro každé j=1...a-1 obsahují ε, doplnit každý symbol různý od ε z First(Yj) j=1...a do First(X); pokud ε je obsaženo ve všech First(Yj) j=1...k, pak je třeba přidat do First(X) také ε
5. v každém průchodu provedeme body 2, 3, 4 výše uvedeného algoritmu na další pravidla; opakujeme tak dlouho, dokud v poslední iterací nepřidáme do žádné z množin žádný symbolu. Výhodnější je obrácené pořadí prohledávání pravidel, protože pro symbol, pro který počítáme First, budou symboly, které používáme, obvykle definované později.

Ukázková implementace může vypadat takto:
```
set
 
First
[
počet_neterminálů
];
 
//tabulka množin First pro jednotlivé neterminální symboly

inicializujeme
 
všechny
 
množiny
 
First
 
jako
 
prázdné
;
//bod 1

void
 
make_First_sets
(
void
)

{

  
bool
 
changed
;
 
//v aktuálním průchodu smyčkou byly přidány nové symboly

  
do

  
{

    
changed
 
=
 
false
;

    
for
 
(
X
 
přes
 
všechny
 
neterminální
 
symboly
 
(
od
 
posledního
))

    
{

        
for
 
(
přes
 
všechna
 
pravidla
,
 
která
 
mají
 
tento
 
neterminální
 
symbol
 
na
 
levé
 
straně
 
(
od
 
posledního
))

        
{

          
bool
 
je_epsilon
=
true
;
 
//symbol pravé strany pravidel může ho změnit na false

          
for
 
(
přes
 
symboly
 
na
 
pravé
 
straně
 
pravidla
)

          
// když je pravidlo tvaru X->epsilon, tuto smyčku neprovádíme

          
{

            
if
 
(
symbol
 
je
 
terminál
)

            
{
 
// bod 2 pokud neterminál je na počátku pravidla

              
// a pokud Y1Y2...Yk mají všechny Yi mají epsilon

               
je_epsilon
=
false
;

               
přidej
 
symbol
 
do
 
FirsSets
[
X
];

               
if
 
(
něco
 
jsme
 
přidali
)
 
changed
=
true
;

               
break
;
// protože nebylo epsilon

            
}

            
else

            
{
 
//bod 4

              
//symbol je neterminální, nazveme ho Y;

              
do
 
First
[
X
]
 
přidáme
 
symboly
 
z
 
First
[
Y
];
 
kromě
 
epsilonu

              
if
 
(
něco
 
jsme
 
přidali
)
 
changed
=
true
;

              
if
 
First
[
Y
]
 
neobsahuje
 
epsilon

              
{

                
je_epsilon
=
false
;

                
break
;
//protože nebyl epsilon

              
}

            
}

          
}

          
// konec smyčky po symbolech z pravé strany pravidla

          
// nebo bylo pravidlo X->epsilon (bod 3)

          
if
 
(
je_epsilon
)
 
// všechny byly neterminály a obsahovaly epsilon

          
{
 
// pokud se provedla celá smyčka, znamená to, že všechny Yi obsahovaly epsilon

            
přidej
 
epsilon
 
do
 
FirsSets
[
X
]

            
if
 
(
něco
 
jsme
 
přidali
)
 
changed
=
true
;

          
}

        
}

    
}

  
}

  
while
 
(
changed
);

}

```

Pro řetězce terminálních a neterminálních symbolů pracujeme jako v bodě 4 výše uvedeného algoritmu – pokud máme spočítat First(α) a α je řetězcem tvaru Y1 Y2 ... Yk, pak podobným způsobem jako jsme vypočítali množinu symbolů přidaných do First(X) dostaneme množina First(α).

### Follow
V praxi (například při konstrukci SLR analyzátorů) počítáme množinu Follow pro všechny neterminální symboly. Pak lze použít následující algoritmus:
1. všechny množiny pro neterminální symboly inicializujeme jako prázdné s výjimkou množiny pro počáteční symbol Z, která bude obsahovat znak konce proudu $
2. pro každé pravidlo A → αBβ a všechny symboly náležející do First(β) různé od ε obsažené ve Follow(B) (v množinách Follow vystupuje speciální symbol $, ale není tam ε, který je v množinách First)
3. pro každé pravidlo A → αB nebo A → αBβ, pro které First(β) obsahuje ε, přidáme do Follow(B) všechny symboly z Follow(A)
4. při každém průchodu aplikujeme body 2, 3 výše uvedeného algoritmu na další pravidla a v každém pravidle na každý neterminální symbol na pravé straně pravidla; opakujeme tak dlouho, až v poslední iterací nepřidáme žádný symbol do žádné množiny.

```
set
 
Follow
[
počet_neterminálů
];
 
//tabulka množin Follow pro každý neterminálního symbolu

// v konkrétní implementaci může být set třídou obsahující množinu terminálních symbolů plus

//znak konce proudu, na rozdíl od typu množiny pro First, kde místo toho tohoto měl způsobovat epsilon

inicializujeme
 
všechny
 
množiny
 
Follow
 
jako
 
prázdné

s
 
výjimkou
 
množiny
 
Follow
[
počáteční
]
 
inicializovaný
 
na
 
$
//bod 1

void
 
make_Follow_sets
(
First
)

{

  
bool
 
changed
;
 
// v aktuálním průchodu smyčkou byly přidány nové symboly

  
do

  
{

    
changed
 
=
 
false
;

    
for
 
(
A
 
přes
 
všechny
 
neterminální
 
symboly
)

    
{

        
for
 
(
přes
 
všechna
 
pravidla
,
 
která
 
mají
 
na
 
levé
 
straně
 
tento
 
neterminální
 
symbol
)

        
{

           
for
 
(
B
 
přes
 
neterminální
 
symboly
 
na
 
pravé
 
straně
 
pravidel
)

           
{

             
bool
 
je_epsilon
=
true
;
  
// element řetězce beta může ho změnit na false;

             
for
 
(
b
 
po
 
prvcích
 
beta
)
 
// tj. symbolech nacházejících se za B až do konce pravidel

             
{

               
if
 
(
b
 
je
 
terminál
)

               
{
 
//součást bodu 2

                 
do
 
Follow
[
B
]
 
přidat
 
b
;

                 
if
 
(
něco
 
jsme
 
přidali
)
 
changed
=
true
;
 
//když předtím nebyl tento symbol v množině

                 
je_epsilon
=
false
;

                 
break
;
//smyčkou po beta

               
}

               
else
 
//bod 2

               
{
 
//b je neterminálním

                 
do
 
Follow
[
B
]
 
přidáme
 
symboly
 
kromě
 
epsilenu
 
z
 
First
[
b
];

                 
if
 
(
něco
 
jsme
 
přidali
)
 
changed
=
true
;

                 
if
 
(
First
[
b
]
 
ne
 
obsahuje
 
epsilona
)

                 
{

                    
je_epsilon
=
false
;

                    
break
;

                 
}

               
}

             
}

             
if
 
(
je_epsilon
)

             
{
  
//bod 3

               
do
 
Follow
[
B
]
 
přidáme
 
symboly
 
z
 
Follow
[
A
];
 
//spolu se symbolem $

               
if
 
(
něco
 
jsme
 
přidali
)
 
changed
=
true
;

             
}

           
}

        
}

    
}

  
}

  
while
 
(
changed
);

}

```

## Příklad
Máme gramatiku
(1) E → T E'
(2) E' → + T E'
(3) E' → ε
(4) T → F T'
(5) T' → * F T'
(6) T' → ε
(7) F → ( E )
(8) F → a
Pokud pro tuto gramatiku chceme vytvořit analyzátor, doplníme ji novým počátečním neterminálním symbolem Z a pravidlem:
(0) Z → E

### First
Pomocí algoritmu pro výpočet množin First vytváříme pro tuto gramatiku postupně množiny First pro jednotlivé neterminální symboly v postupných iteracích:
| Symbol | 0   | 1   |
| ------ | --- | --- |
| Z      | ( a | ( a |
| E      | ( a | ( a |
| E'     | ε + | ε + |
| T      | ( a | ( a |
| T'     | ε * | ε * |
| F      | ( a | ( a |

V dalších pravidlech (od 8 do 0) přidáváme symboly do množin First pro jednotlivé neterminální symboly:
8: a do F
7: ( do F
6: ε do T'
5: * do T'
4: ( a do T
3: ε do E'
2: + do E'
1: ( a do E
0: ( a do Z
Při druhém průchodu by mohla něco případně doplnit pravidla 4, 1 a 0 (jejichž pravá strana začíná neterminálem). Ale nic již přidané nebude, protože ostatní množiny First(F) se nezměnily.

### Follow
Postupná konstrukce množin Follow pro neterminální symboly v iteracích:
| Symbol | 0     | 1       | 2       |
| ------ | ----- | ------- | ------- |
| Z      | $     | $       | $       |
| E      | $ )   | $ )     | $ )     |
| E'     | $     | $ )     | $ )     |
| T      | $ +   | $ + )   | $ + )   |
| T'     | $ +   | $ + )   | $ + )   |
| F      | $ + * | $ + * ) | $ + * ) |

Follow(Z) obsahuje symbol konce proudu $. V dalších pravidlech a pro další neterminální symboly objevující se na pravé straně pravidel přidáme do množin Follow symboly pro jednotlivé neterminální symboly:
0:Z → E
- $ do Follow(E) z Follow(Z)

1:E → T E'
- pro T z pkt 2 všechny z First(E') kromě ε, tj. + do Follow(T); z pkt 3 protože ε je obsaženo v Follow(E), proto do Follow(T) z Follow(E) neboli $
- pro E' z pkt 3 do Follow(E') z Follow(E) neboli $

2:E' → + T E'
- pro T z pkt 2 všechny bez ε z First(E') již byly;z pkt 3 z Follow(E') do Follow(T) symbol $ který již byl
- z Follow(E') do Follow(E') – nic se ne změní

3:E' → ε
- přeskakujeme

4:T → F T'
- pro F z pkt 2 doplnit bez ε z First(T') neboli * do Follow(F); z bodu 3 z Follow(T) do Follow(F) neboli {$,+}
- pro T' z pkt 3 z Follow(T) do Follow(T') neboli {$,+}

5:T' → * F T'
- pro F z pkt 2 přidat z First(T') kromě ε neboli * do Follow(F) – již přidané; z pkt 3 z Follow(T') do Follow(F) ale symboly {$,+} tam již jsou
- pro T' z pkt 3 z Follow(T') do Follow(T') – bez změn

6:T' → ε
- přeskakujeme

7:F → ( E )
- pro E z pkt 2 přidáme First(')')=')' do Follow(E); bod 3 nelze použít

8:F → a
- na pravé straně pravidla není neterminální symbol

Druhý průchod:
1:E → T E'
- pro T z Follow(E) do Follow(T) přidáme ')'
- pro E' z Follow(E) do Follow(E') přidáme ')'

4:T → F T'
- pro F z Follow(T) do Follow(F) přidáme ')'
- pro T'z Follow(T) do Follow(T') přidáme ')'